# Sanglaphu
Der Sanglaphu ist ein Gipfel im Himalaya im Nordosten von Sikkim in Indien.
Der Sanglaphu hat eine Höhe von 6224 m. Er liegt in der Dongkya-Gruppe. 
An seiner Westflanke fließt der Gurudongmar-Gletscher nach Norden zum Gurudongmar-See, der im Quellgebiet des Lachen Chu, dem rechten Quellfluss der Tista, liegt. Auf der gegenüberliegenden Gletscherseite befindet sich der Hauptgipfel des Gurudongmar (6715 m). Die Südflanke des Sanglaphu wird vom Lachung Chu entwässert. Dort befindet sich auch der 5080 m hoch gelegene Bergsee Sanglaphu Cho.

## Besteigungsgeschichte
Der Sanglaphu wurde am 1. Oktober 1991 von Bergführern (Kalden, Beniwal, Tamang, Dawa, Passang, Nima Sangay, Choudhary, Rawat, Mahendra Pal, Ganesh und Pushpa) des Sonam Gyatso Mountaineering Institute aus Gangtok erstbestiegen.